# (6124) Mecklenburg
(6124) Mecklenburg es un asteroide perteneciente al cinturón exterior de asteroides, región del sistema solar que se encuentra entre las órbitas de Marte y Júpiter, más concretamente al grupo de Hilda, descubierto el 29 de septiembre de 1987 por Freimut Börngen desde el Observatorio Karl Schwarzschild, en Tautenburg, Alemania.

## Designación y nombre
Designado provisionalmente como 1987 SL10. Fue nombrado Mecklenburg en homenaje a un distrito en el norte de Alemania, caracterizado por depósitos de morrenas glaciares y cientos de lagos ricos en peces y aves de muchos tipos. Las ciudades de Wismar y Rostock son importantes puertos del mar Báltico. El poeta F. Reuter, el arqueólogo Heinrich Schliemann y el escultor y poeta Ernst Barlach nacieron en Mecklemburgo. Hoy Mecklemburgo es parte del estado de Mecklemburgo-Pomerania Occidental. Nombrado con motivo del mil aniversario de Mecklemburgo en 1995.

## Características orbitales
Mecklenburg está situado a una distancia media del Sol de 3,982 ua, pudiendo alejarse hasta 4,939 ua y acercarse hasta 3,024 ua. Su excentricidad es 0,240 y la inclinación orbital 9,367 grados. Emplea 2902,62 días en completar una órbita alrededor del Sol.

## Características físicas
La magnitud absoluta de Mecklenburg es 12,3. Tiene 19,592 km de diámetro y su albedo se estima en 0,067. 